# Artikel (redactioneel)
Een redactioneel artikel is een tekst met een specifiek onderwerp in een tijdschrift, nieuwsbrief, woordenboek of encyclopedie of op een website.
Artikelen kunnen de mening weergeven van één of meer auteurs over een specifiek onderwerp, het resultaat van wetenschappelijk onderzoek, of de weergave van een gebeurtenis. Artikelen kunnen wel of niet objectief geschreven zijn.
Een artikel kan de volgende indeling hebben: 
1. een inleiding,
2. kern (of middenstuk) - uitweiding over in de inleiding aangegeven onderwerpen, en
3. slot met een samenvatting, bijvoorbeeld een conclusie.